# Vercelli Szent Vilmos
Monteverginei Vilmos (olaszul: Guglielmo, latinul: Gulielmus) egyházi nevén Vercelli Szent Vilmos (Vercelli, 1085 – Sant’Angelo dei Lombardi, 1142. június 25.) bencés apát, a bencés vilhelmita kongregáció alapítója. A katolikus egyház szentként tiszteli.

## Élete
Vercelli Szent Vilmos 1085-ben született, a Piemontban található Vercelliben, gazdag családban. 1099 körül lemondott örökségéről, és Santiago de Compostelába zarándokolt. A hagyomány úgy tartja, hogy ezen a zarándoklaton, hogy még több lemondást vállaljon vasakat vett magára. Miután visszatért Itáliába, 1106-ban remeteéletet kezdett. Később cellát, majd 1124-ben Mária-kegyhelyet épített az általa Monteverginének nevezett helyen, Avellino közelében.
Első társai 1118-ban csatlakoztak hozzá. 1119-ben alapította meg a bencés vilhelmita kongregációt. Néhány év múlva vita támadt az alamizsna elosztása körül, s ekkor öt társával átköltözött a Serra Cognata hegyére.
A következő években több kolostort is alapított, köztük a goletói kettős kolostort. Már életében több csodás esemény kötődött a nevéhez. Halála előtt kinyilatkoztatást kapott, hogy mikor fog meghalni, ami tényleg 1142. június 25-én történt meg.
Tisztelete rövid időn belül elterjedt, s hamarosan szentként kezdték el tisztelni. XII. Piusz pápa Hirpinia védőszentjének nyilvánította. Az 1969-es naptárreform után ünnepe az egyetemes naptárból kikerült, de helyi tisztelete továbbra is megengedett.

## Vilhelmiták
Vercelli Szent Vilmos 1119-ben alapította meg a bencés vilhelmita kongregációt. A vilhelmiták a bencés regulát követték. A rend Magyarországon is elterjedt a 13. század első felében, Körmenden, Esztergomban, Komáromban, Sárosban, Harapkón és Újhelyen. IV. Ince pápa koldulórenddé nyilvánította, s az Ágoston-rendhez csatolta őket.